# Chiesa di San Giacomo Apostolo (Bondeno)
La chiesa di San Giacomo Apostolo è la parrocchiale a Burana, frazione di Bondeno, in provincia di Ferrara. Appartiene all'arcidiocesi di Ferrara-Comacchio e risale al XVI secolo.

## Storia
In origine a Burana era presente un santuario con dedicazione a San Jacopo delle Chiaviche che ricevette la visita pastorale del vescovo di Ferrara Giovanni Fontana nel 1591.
L'edificio venne trovato molto povero e tale considerazione spinse, nel 1609, a costruire una nuova chiesa al posto del primitivo santuario. Assieme a questa venne eretta anche la torre campanaria.
Quasi due secoli più tardi, nel 1890, il campanile venne restaurato.
Un ciclo di restauri venne realizzato all'inizio del XXI secolo, tra il 2004 e il 2010. In quell'occasione tutta la struttura venne controllata e sistemata, partendo dall'esterno e dal sagrato, poi intervenendo sulla struttura della chiesa e della canonica ed infine verificando la stabilità della torre campanaria.
Quando si verificò il terremoto dell'Emilia del 2012, la chiesa ne risultò fortemente compromessa e fu dichiarata quasi tutta inagibile, in attesa di lavori di ripristino completi che intanto sono iniziati con la messa in sicurezza contro possibili crolli e che non permettono l'utilizzo della sala per le funzioni religiose. Dal momento del sisma viene utilizzata la cappella d'inverno.

## Descrizione

### Esterni
La facciata della chiesa si presenta a salienti ed è intonacata. Nel timpano l'affresco raffigura San Giacomo Aposto. La torre campanaria si alza in posizione distaccata sulla sinistra.

### Interni
In controfacciata si trova la cantoria con l'organo a canne. La navata è unica e si conclude con l'arco santo che introduce al presbiterio. L'abside ha pianta semicircolare e, sulla parete in alto mostra una nicchia con dipinto.